# Bohusze (sielsowiet Małachowce)
Bohusze (biał. Багушы, ros. Богуши) – wieś na Białorusi, w obwodzie brzeskim, w rejonie baranowickim, w sielsowiecie Małachowce.

## Geografia
Położona jest 5,5 km od centrum administracyjnego sielsowietu Małachowce (Mirny), 16 km od najbliższego miasta (Baranowicze), 185 km od centrum administracyjnego obwodu (Brześć), 147 km od Mińska.
W roku 2019 w miejscowości znajdowało się 64 gospodarstwa.

## Demografia
W roku 2019 miejscowość liczyła sobie 142 mieszkańców, w tym 80 w wieku produkcyjnym.